# Alepocephalus planifrons
Alepocephalus planifrons är en fiskart som beskrevs av Sazonov, 1993. Alepocephalus planifrons ingår i släktet Alepocephalus och familjen Alepocephalidae. Inga underarter finns listade i Catalogue of Life.